# Aeroporto de Minaçu
O Aeroporto Municipal José Caires de Oliveira ou Aeroporto de Minaçu (IATA: MQH, ICAO: SBMC) está localizado no município de Minaçu, no estado de Goiás. É único aeroporto a ser servido por voos regulares em todo o norte de Goiás. O Aeroporto de Minaçu atende principalmente aos funcionários e executivos da SAMA, da Usina Hidrelétrica Serra da Mesa e da Usina Hidrelétrica de Cana Brava, Serra Verde Mineração, além de autoridades locais, fazendeiros e empresários da região. Apenas a SETE Linhas Aéreas possui operações regulares no aeroporto, realizando voos diretos para Brasília (DF) e para Gurupi (TO), com escalas para Goiânia, São Félix do Araguaia (MT) e Confresa (MT).
Suas coordenadas são  13°33'02.00"S de latitude e 48°12'02.00"W de longitude. Possui uma pista de 1340 m de asfalto.